# John Frizzell
John Frizzell (né en 1966 à New York) est un compositeur américain. Il compose, écrit et occasionnellement chante des chansons pour des films.

## Biographie
Débuts à la télévision
Frizzell apparaît dans le monde de la musique en 1993 en étant orchestrateur de la mini-série WildPalms. Il compose d'abord des musiques de téléfilms. En 1996, il compose sa première musique de film avec Red Ribbon Blues de et avec Charles Winkler.

### Cinéma
Années fastes
La fin des années 1990 voit Frizzell devenir un des compositeurs les plus en vogue d'Hollywood. En 1997, il est appelé pour composer la musique du film catastrophe Le Pic de Dante avant de signer juste après, la bande-originale d'Alien, la résurrection.
En 1998, il se permet un trait d'humour en signant la musique du Prince de Sicile sous le nom de Gianni Frizzelli. La même année, il compose la musique de Souviens-toi... l'été dernier 2 qui est un succès populaire.
L'année suivante, Frizzell se diversifie. Il compose la musique de Mrs. Tingle et la produit. En 2000, il compose De toute beauté (Beautiful) et écrit une chanson pour le film.
Retour vers la télévision
À partir de 2000, Frizzell se fait beaucoup moins présent dans l'univers cinématographique. Il revient plus ou moins à la télévision en composant la musique de téléfilm ou du film La Castagne 2 qui sort directement en vidéo.
En 2002, il revient avec Le Vaisseau de l'angoisse où il écrit une chanson et en produit deux. Un an après, il compose la musique d'En sursis et là aussi il écrit une chanson. Après cela, même si Frizzell tente de s'illustrer notamment en écrivant des chansons, il n'est plus vraiment sollicité et semble définitivement se tourner vers le petit écran en composant le générique de la série Next Action Star et aussi la musique de quelques épisodes de Réunion : Destins brisés, Moonlight ou plus récemment United States of Tara.
Néanmoins, Frizzell ne quitte pas vraiment l'industrie du cinéma, restant en arrière-plan en écrivant des textes et des chansons. Il écrit des chansons pour les films Firewall, Stay Alive, Légion ainsi que la série The Office. En 2010, il compose deux chansons pour le film d'animation Alpha et Oméga, en compagnie de Gabriel Mann qu'il retrouve après qu'ils ont collaboré pour The Office, Réunion : Destins brisés, Le Vaisseau de l'angoisse ainsi que 35 heures, c'est déjà trop.

## Filmographie

### Comme compositeur

#### Cinéma

##### Années 1990
- 1996 : Red Ribbon Blues de Charles Winkler
- 1996 : Beavis et Butt-Head se font l'Amérique (Beavis and Butt-Head Do America) de Mike Judge
- 1996 : Sombres Soupçons (The Rich Man's Wife) de Amy Holden Jones
- 1996 : The Empty Mirror (en) de Barry J. Hershey
- 1997 : Opposite Corners de Louis D'Esposito (en)
- 1997 : Le Pic de Dante (Dante's Peak) de Roger Donaldson
- 1997 : Alien, la résurrection (Alien Resurrection) de Jean-Pierre Jeunet
- 1998 : Le Prince de Sicile (Mafia!) de Jim Abrahams (Comme Gianni Frizzelli)
- 1998 : Souviens-toi... l'été dernier 2 (I Still Know What You Did Last Summer) de Danny Cannon
- 1999 : 35 heures, c'est déjà trop (Office Space) de Mike Judge
- 1999 : Mrs. Tingle (Teaching Mrs. Tingle) de Kevin Williamson
- 1999 : The White River Kid de Arne Glimcher

##### Années 2000
- 2000 : De toute beauté (Beautiful) de Sally Field
- 2000 : Lockdown de John Luessenhop
- 2001 : Josie et les Pussycats (Josie and the Pussycats) de Harry Elfont et Deborah Kaplan
- 2001 : 13 fantômes (Thir13en Ghosts) de Steve Beck
- 2002 : La Castagne 2 (Slap Shot 2: Breaking the Ice) (DTV) de Stephen Boyum
- 2002 : Le Vaisseau de l'angoisse (Ghost Ship) de Steve Beck
- 2003 : Gods and Generals de Ronald F. Maxwell (cocompositeur avec Randy Edelman)
- 2003 : Le Casse (Scorched) de Brian Grazer
- 2003 : En sursis (Cradle 2 the Grave) de Andrzej Bartkowiak
- 2005 : The Prize Winner of Defiance, Ohio de Jane Anderson
- 2006 : Stay Alive de William Brent Bell
- 2006 : The Woods de Lucky McKee
- 2007 : Careless de Peter Spears
- 2007 : Primeval de Michael Katleman
- 2007 : First Born de Isaac Webb
- 2007 : Les Châtiments (The Reaping) de Stephen Hopkins
- 2007 : Black Irish (en) de Brad Gann
- 2007 : Beneath de Dagen Merrill
- 2008 : Henry Poole (Henry Poole Is Here) de Mark Pellington
- 2008 : Périmètre mortel (100 Feet)  d'Eric Red
- 2009 : Tenure de Mike Million
- 2009 : Evil Angel de Richard Dutcher
- 2009 : The Lodger de David Ondaatje
- 2009 : From Mexico with Love de Jimmy Nickerson
- 2009 : Whiteout de Dominic Sena

##### Années 2010
- 2010 : Légion (Legion) de Scott Charles Stewart
- 2010 : Le Silence des ombres (Shelter) de Måns Mårlind et Björn Stein
- 2011 : La Colocataire (The Roommate) de Christian E. Christiansen
- 2013 : Texas Chainsaw 3D de John Luessenhop
- 2014 : Vertiges (The Loft) d'Erik Van Looy
- 2016 : When the Bough Breaks de Jon Cassar
- 2017 : Leatherface d'Alexandre Bustillo et Julien Maury
- 2018 : L'Exorcisme de Hannah Grace (The Possession of Hannah Grace) de Diederik van Rooijen

#### Télévision

##### Téléfilms
- 1994 : Keys de John Sacret Young
- 1995 : Dix ans d'absence (Whose Daughter Is She?) de Frank Arnold
- 1995 : It Was Him or Us de Robert Iscove
- 1996 : Une dette mortelle (Deadly Pursuits) de Félix Enríquez Alcalá
- 1996 : Undertow de Eric Red
- 1996 : Le Crime du siècle : L'enlèvement du bébé Lindbergh (Crime of the Century) de Mark Rydell
- 2000 : Possessed de Steven E. de Souza
- 2001 : Il était une fois James Dean de Mark Rydell
- 2004 : L'Amour en vedette (The Goodbye Girl) de Richard Benjamin
- 2004 : Des fantômes pour Noël (Karroll's Christmas) de Dennis Dugan
- 2004 : Four Minutes de Charles Beeson
- 2005 : Wal-Mart: The High Cost of Low Price (documentaire)
- 2006 : A Little Thing Called Murder de Richard Benjamin
- 2008 : Une femme de cran (Wisegal) de Jerry Ciccoritti
- 2011 : Shelf Life (documentaire) de Michael Lahey

##### Séries télévisées
- 1995 : VR.5 (13 épisodes)
- 1997 - 2006 : Les Rois du Texas (14 épisodes)
- 2004 : Star Trek : Enterprise (2 épisodes)
- 2006 : Réunion : Destins brisés (4 épisodes)
- 2007 : Masters of Science-Fiction (mini-série)
- 2007 : Moonlight (4 épisodes)
- 2009 : United States of Tara (12 épisodes)
- 2011-2012 : The Secret Circle (22 épisodes)
- 2013-2015 : The Following (28 épisodes)
- 2014-2015 : Stalker (18 épisodes)

Courts métrages
- 1999 : Turkey, Cake. de Sean Whalen
- 2003 : The Whizzard of Ow de Bret Haaland

### Comme membre du département musical
Cinéma
- 1999 : Mrs. Tingle : producteur de la musique
- 2005 : The Prize Winner of Defiance, Ohio : orchestrateur
- 2007 : Les Châtiments (The Reaping) : orchestrateur
- 2009 : Whiteout : orchestrateur

Télévision
- 1993 : Wild Palms (mini-série)
- 2004 : Next Action Star (série télévisée)
- 2007 : Return to House on Haunted Hill (téléfilm) : producteur de la musique

### Chansons
Télévision
- 2009 : The Office : Composition et paroles des chansons Depends, Desperate Angel, Ripe Fruit et The Something that is Nothing

Cinéma
- 2000 : De toute beauté (Beautiful) : composition et paroles de la chanson Beautiful
- 2002 : Le Vaisseau de l'angoisse : composition, paroles et production de la chanson My Little Box / Production de la chanson Senza Fine
- 2002 : Les 20 premiers millions de Mick Jackson : composition et paroles de la chanson Peter's Meeting
- 2003 : En sursis d'Andrzej Bartkowiak : composition, paroles et production de la chanson Fire Fight
- 2004 : Bienvenue à Mooseport (Welcome to Mooseport) : composition, paroles et interprète de la chanson Woods Plot
- 2006 : Firewall : composition et paroles de la chanson Bon Appetite
- 2006 : Stay Alive de William Brent Bell : producteur de la chanson Sweet Dreams
- 2009 : Légion : composition et paroles de la chanson Let Us Cross Over the river
- 2009 : The Lodger : composition, paroles et production de la chanson Di Notte
- 2010 : Alpha et Oméga : composition et paroles des chansons That's Me and You et On The Loose Again